# Lelo Nika
Lelo Nika (1969) is een van oorsprong Servische accordeonist die een mix speelt van jazz en Balkan-muziek met een Roemeense zigeunerinslag.
Nika is afkomstig van een zigeunerfamilie met accordeonspelers en hij begon al te spelen toen hij vijf was. Zijn familie woonde in Nikolinci, een plaatsje met een grote Roemeense populatie. In 1970 verhuisde het gezin naar Helsingør in Denemarken. Toen hij tien jaar was bracht zijn vader hem terug naar Servië, waar hij studeerde hij bij de Servische accordeonist Branimir Djokic. Hierna studeerde hij aan het conservatorium in Malmö. Nika won twee keer het wereldkampioenschap accordeonspelen en bracht verschillende platen onder eigen naam uit. Ook speelde hij mee op albums van onder meer Dalia Faitelson en Viktoria Tolstoy.

## Discografie
- Sven Erik Werner: Tango Studies-Tie Break (naast Nika ook andere musici), Dacapo Records, 1994
- Continuity (Lelo Nika & Friends)
- Beyond Virtuosity, D.B., 2000
- Beyond Borders, D.B., 2005
- Moving Landscapes, Stunt Records, 2007